# 지역광고
지역광고는 지역방송국들이 지역에 맞는 광고를 채널사업자가 제공한 시간에 내보내는 것이다.

## 지역광고시간
지역광고시간은 채널 사업자 자율로 정할 수 있다. 다만 채널사업자에게 허용되는 시간당 10분의 시간중 20%, 즉 2분을 의무적으로 지역광고를 위한 시간으로 할당하고 있다. (채널사업자가 광고시간을 줄일경우 지역광고 시간도 줄어들게 된다.)

## 같이 보기
- 큐톤